# ふくまるくん
ふくまるくんは、平成時代のゆるキャラのひとつ。大阪府池田市のイメージキャラクター。ふくまるとも。
本項では、ふくまるくんの家族、ふくまるファミリーについても記述する。

## 概要
ふくまるくんは、大阪府池田市のイメージキャラクターである。市制施行70周年に際し、2008年（平成20年）にイメージキャラクターの公募が行われ、応募総数73件の中から最優秀賞に選出された。キャラクターデザインは、デザイナーの松山幹生による。ふくまるくんのイラストなどの使用に関して、「池田市イメージキャラクター『ふくまる』の使用に関する要綱」が定められている。
当キャラクターの名前は、どのようなことも丸く収まるような社会になり、池田市や住民に幸福が訪れてほしい、というような願望が込められている。動物のウォンバットと、七福神のうちの一柱である大黒天がモチーフになっている。ふくまるくんの性別は男であり、ラーメンが大好物である。どこにいても深く眠ることができるという特技をもつ。池田の出身であり、誕生日は11月22日である。人とすぐに打ち解ける性格をもつ。
ゆるキャラグランプリ2011 ゆるキャラランキングでは、92位にランクインしている。ゆるキャラグランプリ2012 ゆるキャラランキングでは、ふくまるファミリーが78位にランクインしている。ゆるキャラグランプリ2013 総合ゆるキャラランキングでは、ふくまるファミリーが87位にランクインしている。ゆるキャラグランプリ2017 ご当地ゆるキャラランキングでは、24位にランクインしている。

## ふくまるファミリー
2009年（平成21年）1月、ふくまるくんは、ふくまるちゃんと結婚した。4つ子ができ、長男が「ふー」、長女が「くー」、次男が「まー」、次女が「るー」である。ふーは、きょうだいのムードメーカーであり、くーは、堅実な性格をもっている。まーは、動物愛好家であり、るーは、おしゃれをするのが好きである。ふくまるくんの家族は、ふくまるファミリーと呼ばれる。2011年（平成23年）4月、ふくまるファミリーのファンクラブが創設される。同月、4つ子が池田小学校に入学する。